# 欧内斯特·贝文
欧内斯特·贝文（英語： 1881年3月9日—1951年4月14日）英国政治家、工会领袖、工党政治家。他创建运输和杂务工工会并自1922年至1940年担任其总书记。1940年，贝文在丘吉尔战时内阁中担任劳工和国民事务大臣。二战后，贝文在工党内阁中任外交大臣，参与了战后欧洲经济复兴和北大西洋公约组织的建立。

## 早年
贝文生於萨默塞特温斯福德，母親是黛安娜·贝文（Diana Bevin），父親不詳。其母於1889年去世後，年幼的贝文便搬至德文郡科普尔斯通與同母異父的姐姐家庭同住。贝文只接受少量正規教育，曾在兩家鄉村學校上學，之後在1890至1892年間在克雷迪頓的海沃德學校（Hayward's School）上學。